# Ubicación de la Tierra en el universo
El conocimiento de la ubicación de la Tierra en el universo se ha construido gracias a unos 400 años de observaciones realizadas con telescopio y se ha afinado sustancialmente en el siglo XX. Antiguamente se consideraba que la Tierra era el centro del universo, el cual se creía que estaba formado únicamente por los planetas visibles a simple vista y por una periferia de estrellas fijas. Después de la aceptación del heliocentrismo en el siglo XVII, las observaciones de William Herschel y otros astrónomos mostraron que el Sol se encontraba dentro de una vasta galaxia con forma de disco y muchas otras estrellas. En el siglo XX, las observaciones de nebulosas espirales por Edwin Hubble revelaron que nuestra galaxia era una de miles de millones en un universo en expansión, agrupadas en cúmulos y supercúmulos. A finales del siglo XX, la estructura general del universo observable se estaba volviendo más clara, con supercúmulos formando en una vasta red de filamentos y vacíos. Los supercúmulos, filamentos y vacíos son las mayores estructuras coherentes en el Universo que podemos observar. A escalas aún más grandes (más de 1.000 megaparsecs) el Universo se vuelve homogéneo, es decir, que todas sus partes tienen, en promedio, la misma densidad, composición y estructura.
Desde que se cree que el universo no tiene ni centro ni límites, no hay un punto de referencia particular con el que trazar la ubicación general de la Tierra en el universo. Se puede hacer referencia a la posición de la Tierra con respecto a estructuras específicas que existen en diversas escalas. Numerosas hipótesis se han formulado sobre nuestro universo como su posible dimensión infinita o su posible pertenencia a un multiverso, sin embargo, aún no se han conseguido evidencias concluyentes sobre esas hipótesis.

## Detalles
La Tierra es el tercer planeta desde el Sol con una distancia aproximada de 149,6 millones de kilómetros, y viaja casi 1,6 millones de km/h a través del espacio exterior.

Diagrama de la ubicación de la Tierra en el universo observable

| Entidad                               | Diámetro                                             | Notas | Fuentes                     |
| ------------------------------------- | ---------------------------------------------------- | --- | --------------------------- |
| Tierra                                | 12.756,2 km (ecuatorial)                             | La medición comprende solo la parte sólida de la Tierra; no hay un límite superior acordado para la atmósfera terrestre. La geocorona, una capa de átomos de hidrógeno luminiscentes a la luz UV, se encuentra a 100.000 km. La Línea de Kármán, definida como el límite del espacio por la Federación Aeronáutica Internacional, se encuentra a 100 km.                               | [ 13 ] [ 14 ] [ 15 ] [ 16 ] |
| Sistema Tierra-Luna                   | 384.000 km                                           | Planeta doble o sistema binario formado por la Tierra y la Luna. | [ 17 ]                      |
| Órbita de la Luna                     | 768.210 km                                           | El diámetro promedio de la órbita de la Luna en relación con la Tierra. | [ 19 ]                      |
| Espacio exterior                      | 6.363.000-12.663.000 km (110-210 radio de la Tierra) | El espacio dominado por el campo magnético terrestre y su magnetosfera, conformada por el viento solar. | [ 20 ]                      |
| Traslación de la Tierra               | 299,2 millones de km 2 UA                            | El diámetro promedio de la órbita de la Tierra con respecto al Sol. Abarca el Sol, Mercurio y Venus. | [ 22 ]                      |
| Sistema solar interior                | ~6,54 UA                                             | Abarca el Sol, el sistema solar (Mercurio, Venus, Tierra, Marte) y el cinturón de asteroides. La distancia citada es la de resonancia 2:1 con Júpiter, que marca el límite exterior del cinturón de asteroides. | [ 23 ] [ 24 ] [ 25 ]        |
| Sistema solar exterior                | 60,14 UA                                             | Incluye el sistema solar (Júpiter, Saturno, Urano y Neptuno). La distancia citada es el diámetro orbital de Neptuno. | [ 26 ]                      |
| Cinturón de Kuiper                    | ~96 UA                                               | Cinturón de objetos helados que rodea el sistema solar. Abarca los planetas enanos Plutón, Haumea y Makemake. La distancia citada es la de resonancia 2:1 con Neptuno, generalmente considerada como el borde interno del cinturón principal de Kuiper. | [ 27 ]                      |
| Heliosfera                            | 160 UA                                               | Extensión máxima del viento solar y el medio interplanetario. | [ 28 ] [ 29 ]               |
| Disco disperso                        | 195.3 UA                                             | Región de objetos helados escasamente dispersos que rodean el cinturón de Kuiper. Abarca el planeta enano Eris. La distancia citada se deduce duplicando el ápside de Eris, el objeto de disco disperso más alejado conocido. A partir de este momento, el afelio de Eris marca el punto más alejado conocido en el disco disperso.                                                    | [ 30 ]                      |
| Nube de Oort                          | 100.000-200.000 UA 0,613-1,23 pc                     | Envolvente esférica de más de un billón (1012) de cometas. La existencia es actualmente hipotética, pero ha sido inferida a partir de las órbitas de los cometas. | [ 31 ]                      |
| Sistema solar                         | 1.23 pc                                              | El Sol y su sistema planetario. El diámetro citado es el de la esfera de Hill del Sol; es decir, la región de su influencia gravitatoria. | [ 32 ]                      |
| Vecindario solar                      | 5 pc                                                 | Estrellas más cercanas al Sol. | [ 33 ]                      |
| Nube Interestelar Local               | 9,2 pc                                               | Nube interestelar de gas a través de la cual viajan actualmente el Sol y otras estrellas. | [ 34 ]                      |
| Burbuja Local                         | 2,82–250 pc                                          | Cavidad en el medio interestelar en la que el Sol y otras estrellas están viajando actualmente. Causada por una antigua supernova. | [ 35 ] [ 36 ]               |
| Cinturón de Gould                     | 1.000 pc                                             | Anillo de estrellas jóvenes a través de las cuales viaja actualmente el Sol. | [ 37 ]                      |
| Brazo de Orión                        | 3000 pc (longitud)                                   | El brazo espiral de la Vía Láctea a través del cual viaja actualmente el Sol. |                             |
| Órbita del sistema solar              | 17.200 pc                                            | El diámetro promedio de la órbita del sistema solar con relación al centro galáctico. El radio orbital del Sol es de aproximadamente 8600 parsecs, o un poco más de la mitad del borde galáctico. Un período orbital del sistema solar dura entre 225 y 250 millones de años. | [ 38 ] [ 39 ]               |
| Vía Láctea                            | 30.000 pc                                            | Galaxia de nuestro sistema solar, compuesta de 200.000 millones a 400.000 millones de estrellas y en pleno medio interestelar. | [ 40 ] [ 41 ]               |
| Subgrupo de la Vía Láctea             | 840.500 pc                                           | La Vía Láctea y las galaxias enanas satélite gravitacionalmente unidas a ella. Los ejemplos incluyen la Enana de Sagitario, la Enana de la Osa Menor y la Enana del Can Mayor. La distancia citada es el diámetro orbital de la galaxia enana Leo T, la galaxia más distante del subgrupo de la Vía Láctea.                                                                            | [ 42 ]                      |
| Grupo Local                           | 3 Mpc                                                | Grupo de al menos 54 galaxias de las cuales forma parte la Vía Láctea. Dominada por la galaxia de Andrómeda (la más grande), la Vía Láctea y la galaxia del Triángulo; el resto son galaxias enanas. | [ 43 ]                      |
| Hoja Local                            | 7 Mpc                                                | Grupo de galaxias, incluido el grupo local que se mueve a la misma velocidad relativa hacia el cúmulo de Virgo y lejos del vacío local. | [ 44 ] [ 45 ]               |
| Volumen Local                         | 11 Mpc                                               | Colección de 258 galaxias ubicadas en un área del universo observable cercana a nosotros. | [ 46 ]                      |
| Supercúmulo de Virgo                  | 30 Mpc                                               | El supercúmulo del que forma parte el Grupo Local. Comprende aproximadamente 100 agrupaciones galácticas, y está centrado en el cúmulo de Virgo. El Grupo Local está ubicado en el borde exterior del Supercúmulo de Virgo. | [ 47 ] [ 48 ]               |
| Supercúmulo de Laniakea               | 160 Mpc                                              | Un grupo conectado con los supercúmulos del cual forma parte el Grupo Local. Comprende aproximadamente de 300 a 500 agrupaciones galácticas, centrado en el Gran Atractor situado en el Supercúmulo Hidra-Centauro. | [ 49 ] [ 50 ] [ 51 ] [ 52 ] |
| Complejo de Supercúmulos Piscis-Cetus | 308 Mpc                                              | Complejo formado por supercúmulos de galaxias o filamento galáctico, que incluye al Supercúmulo de Laniakea. | [ 53 ]                      |
| Universo observable                   | 28.500 Mpc                                           | Al menos 2 billones de galaxias en el universo observable, dispuestas en millones de supercúmulos, filamentos galácticos, y huecos, creando una superestructura espumosa. | [ 54 ] [ 55 ] [ 56 ] [ 57 ] |
| Universo                              | Mínimo 28.500 Mpc posiblemente infinito              | Más allá del universo observable se encuentran las regiones no observables desde donde todavía no ha llegado la luz a la Tierra. No hay información disponible, ya que la luz es el medio de información que viaja más rápido. Sin embargo, las teorías uniformistas argumentan que es probable que el universo contenga más galaxias en la misma superestructura similar a la espuma. | [ 58 ]                      |